# Деніел Джонс
Деніел Джонс (англ. Daniel Jones; нар. 22 липня 1973 в Саутенд-он-Сі, Ессекс, Англія) — музикант, продюсер. Отримав популярність за часів його участі в популярному австралійському попдуеті Savage Garden, які виконали такі хіти, як I Want You, To The Moon And Back, Truly Madly Deeply, I Knew I Loved You і Crash And Burn. Після розпаду Savage Garden, Джонс створив свій продюсерський центр Meridien Musik і студію звукозапису Level 7 Studios і зараз працює з новими австралійськими музикантами.

## Особисте життя
Деніел народився в Англії, але його родина переїхала до Австралії, коли йому було менше ніж рік. Сім'я Джонс оселилися в Брисбені. Деніел був наймолодшим з 3-ох братів. Деніел кинув державну середню школу, щоб продовжити музичну кар'єру. У Деніела гастроезофагеальна рефлюксна хвороба.
30 квітня 2000, коли Джонсу було 26, він познайомився зі своєю майбутньою дружиною Кетлін де Леон, учасницею успішної групи Hi-5. 9 жовтня 2005, Джонс одружився з де Леон. 25 лютого 2006, після повернення пари додому з весільної подорожі, Кетлін підтвердила, що знаходиться на 4 місяці вагітності. Перша дитина пари, дочка Mikayla de Leon Jones, народилася 26 липня 2006 року.

## Початок кар'єри
Коли Джонсу було 18 років, він грав у групі Red Edge зі своїм братом та декількома друзями, але їм потрібен був співак. Тоді Деніел дав оголошення у місцевій музичній газеті Брисбена Time Off. Деррен Гейз був одним з тих, хто прийшов на прослуховування, і він отримав роботу. Пробувши у групі недовгий час, Деррену набридло виконувати пісні інших людей, і він був готовий кинути Red Edge, і оскільки Деніел Джонс також хотів створювати власну музику, він покинув групу разом з ним. Це ознаменувало початок Savage Garden.

## Savage Garden
У групі визначилися обов'язки: Деррен співає, а Деніел виконує інструментальні партії. Гейз і Джонс самі створювали та писали музику і на світ з'явилися такі хіти, як «Truly Madly Deeply» в 1998 році та «I Knew I Loved You» у 2000 році. Але постійні гастролі, пресконференції та просування альбомів втомили Деніела і тоді Деррен погодився взяти на себе левову частку від рекламних обов'язків групи, Деніел взяв на репетиції музикантів і бек-вокалістів, з якими Savage Garden їздили на гастролі, а також створення аранжувань для туру. Дует в кінцевому підсумку розпався у 2001 році.

## Після «Savage Garden»
У 2001 році Деніел почав сприяти в просуванні молодої австралійської групи Aneiki. Група складалася з Jennifer Waite і Grant Wallis. Вони були першою групою, що почала своє існування на лейблі Meridien Musik.
У 2002 році Деніел продовжував демонструвати свою зацікавленість у відкритті молодих талантів і продюсувати нові проєкти.
У травні 2006 року було оголошено, що Деніелом був придбаний легендарний звукозаписний комплекс 301 Castlereagh Street, Сідней. Ця студія звукозапису була придбана у Тома Мізнера, що володіє глобальною організацією SAE і студією 301.
Сьогодні, Деніел Джонс працює над своїм лейблом і живе в Сіднеї.